# I.Ae. 30 Ñancú
El I.Ae. 30 Ñancú fue un avión de caza y escolta concebido en la Fábrica Militar de Aviones (FMA) de la República Argentina por el ingeniero italiano Marqués Cesare Pallavicino, llegado a ese país en el año 1946 contratado por el general Juan Domingo Perón. El avión estaba pensado para la escolta de bombarderos cuatrimotores estratégicos Avro Lincoln de los que disponía la Fuerza Aérea Argentina en aquellos años. Fue uno de los aviones a pistón más rápidos de la época, alcanzando 740 kilómetros por hora.

## Historia
En 1947, la División Proyectos Especiales del Instituto Aerotécnico (I.Ae.), encargado de los diseños de la FMA, encaró el desarrollo del modelo por orden de la Secretaría de Aeronáutica del gobierno argentino. Cesare Pallavicino dirigió un equipo de técnicos e ingenieros aeronáuticos argentinos, los cuales entregaron los planos de un monoplaza bimotor monoplano, de construcción enteramente metálica.
El proyecto fue identificado con la nomenclatura I.Ae. 30, y más adelante bautizado como "Ñancú", siguiendo la costumbre dentro de la FMA de identificar los diseños de aviones de combate con un vocablo indígena. En este caso, la denominación mapuche de una variedad de aguilucho oriundo de la Patagonia.
Dado lo completo del proyecto entregado por el equipo Pallavicino, los trabajos progresaron rápidamente, de modo que finalizando 1947 la FMA tenía un prototipo terminado al 30% y otros dos al 10%.
El 9 de julio de 1948 el primer prototipo salió de la fábrica para comenzar las pruebas de carreteo y el 18 de julio de ese mismo año, el Ñancú realizó su primer vuelo bajo los mandos del piloto de pruebas Edmundo Osvaldo Weiss demostrando muy buenas características de vuelo. Dado el éxito de estas pruebas, se decidió la presentación del modelo en Buenos Aires ante el presidente Juan Domingo Perón junto al primer avión a reacción suramericano, el I.Ae. 27 Pulqui I.

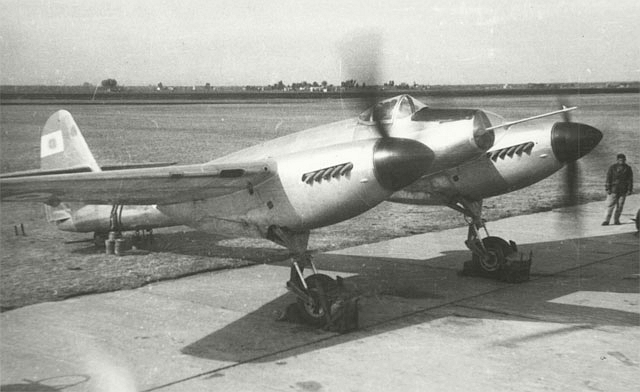
I.Ae.30 Ñancú en prueba de piloneo con sus motores Rolls-Royce Merlin al máximo.

En el vuelo de Córdoba a Buenos Aires, el Ñancú alcanzó una velocidad horizontal de 780 km/h, logrando un nuevo récord de velocidad para aviones de pistón del país sudamericano, que no ha sido superado hasta el momento.
El prototipo continuó volando un tiempo más, hasta que en 1949, durante una aproximación para el aterrizaje, su piloto Carlos Fermín Bergaglio dejó entrar en pérdida la máquina sin notar que aún estaba a demasiada altura sobre la pista. Cuando intentó recuperar su línea de vuelo, el Ñancú hizo un giro sobre su eje longitudinal y capotó, destruyéndose parcialmente aunque sin consecuencias para su ocupante.  [cita requerida]
Para octubre de 1948, un ejemplar fue llevado a Bolivia para demostraciones ante la FAB, como conmemoración por los 400 aniversarios de la ciudad de La Paz, se llevó a cabo una prueba de gran altitud el 4 de noviembre a más de 13.123 pies sobre el nivel del mar, el gobierno boliviano se mostró muy interesado, pero sin llegar a ningún pedido.
Se había considerado originalmente una gran serie de 210 aparatos de este modelo para la Fuerza Aérea Argentina, pero se presentaron nuevas oportunidades que hicieron replantear el proyecto, y dejar de lado la reparación del prototipo o la finalización de dos ejemplares en distinto grado de terminación. Particularmente notable fue la idea de dar inicio la fabricación bajo licencia del motor a reacción Rolls-Royce Nene, conjunto que - de manera importada - impulsaba a los prototipos del caza I.Ae.33 Pulqui II desarrollado por el profesor Kurt Tank en instalaciones del Instituto en ese momento. Las tratativas de acuerdo se habían alcanzado con la firma británica, pero ello insumiría recursos que hacían imposible el desarrollo de ambos aviones a la vez. Finalmente el golpe de Estado de la autoproclamada Revolución Libertadora anuló el proyecto de fabricación de reactores Nene.

## Características
Las alas, de tipo cantilever, tenían largueros de una sola pieza a lo largo de la envergadura. La toma del ala con el fuselaje se realizaba mediante una unión continua; los flaps eran convencionales y los alerones estaban divididos en tres secciones articuladas con el fin de lograr un perfecto alineamiento. El fuselaje, de sección "en pera" y muy aproximada a la triangular, se adaptaba especialmente para alojar el número máximo de armas en la parte inferior con una mínima superficie frontal. La estructura era semimonocasco, totalmente metálica; el fuselaje estaba construido en dos secciones. delantera y trasera y se integraba con la deriva. Todas las superficies móviles tenían equilibrio estático y dinámico. El tren de aterrizaje, retráctil, estaba construido en fundición de aleación de aluminio y las horquillas de las ruedas principales incorporaban amortiguadores oleoneumáticos. Las patas del tren tenían la particularidad de girar 90°, al mismo tiempo que se replegaban hacia atrás y arriba, lo cual permitió mejorar las líneas aerodinámicas de la barquilla del motor. Las compuertas del tren se accionaban mediante el mismo descenso del conjunto, a través de una transmisión rígida y dispuesta de modo tal que podían cerrarse tanto en la posición retraída como en la de tren abajo; tenía frenos mecánicos y la rueda de cola era retráctil.

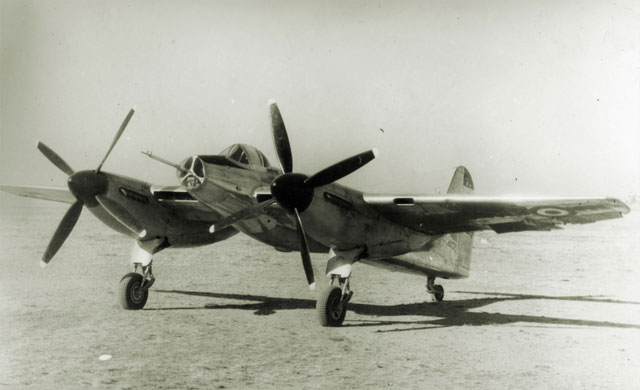
I.Ae.30 Ñancú. Se aprecian sus hélices cuatripala Rotol.

La planta motriz estaba constituida por dos motores Rolls Royce Merlin, de 12 cilindros en V refrigerados por líquido, con compresor de dos etapas y dos velocidades, que desarrollaban una potencia de 1.800 CV a 3.000 rpm cada uno. Los radiadores estaban ubicados en el borde de ataque de las alas, entre el fuselaje y la barquilla del motor. Las hélices cuatripalas Rotol de paso variable, velocidad constante y giraban en sentido contrarrotativo anulando mutuamente la cupla motriz de ambos motores, y tenían 3,66 m de diámetro, control hidromático y dispositivo de puesta en bandera.
El armamento lo constituirían cuatro cañones automáticos Oerlikon de 20 mm  bajo la proa, aunque posteriormente se optó por instalar los más pesados Hispano Suiza 804, también de 20 mm. Como armamento lanzable estaba prevista la instalación de una bomba de 250 kg bajo el fuselaje y dos baterías de cinco cohetes de 83 mm cada una colgadas debajo de las alas. Sin embargo, no se instalaron en los prototipos.

## Variantes
I.Ae 30 Ñancú
Luchador / Interceptor / Luchador pesado / variante de atacante , tres prototipos construidos, uno probado y estrellado, dos fuselaje incompletos luego desechados después de que se canceló el programa.
I.Ae.30 Pallavicino I
La modificación del jet del IAe-30 Ñancú, también diseñado por Cesare Pallavicino , debía ser un avión de combate de un solo asiento en una clase similar a la del Gloster Meteor. Presentaba el mismo fuselaje que el IAe.30 Ñancú normal, pero sus góndolas de motor en línea fueron reemplazadas por góndolas de motor a reacción, cada una con un motor Rolls-Royce Derwent , cada una con un empuje estático de 3500 lb. Su cabina fue reemplazada por una alargada con una nariz metálica completa en lugar de la nariz acristalada del Ñancú. Es donde tener cuatro cañones automáticos Hispano-Suiza de 20 mm "en" la nariz en lugar de los 6 cañones automáticos de 20 mm que aparecen en el Ñancú que se encuentra "debajo" de la nariz. Ninguno construido.
I.Ae.30 Pallavicino II
Similar al Pallavicino I pero presentaba alas extendidas y una cola más cuadrada. Sería un bombardero / atacante ligero con dos tripulantes: un piloto y un navegador. El navegador debía estar sentado en una nariz acristalada o detrás del piloto (luego con una nariz sólida). El armamento incluía cuatro cañones automáticos Hispano-Suiza de 20 mm y dos bombas de 900 o 1,000 kg cada una en una bahía de bombas interna. También podría transportar veinte cohetes aire-tierra de 75 mm. Ninguno construido

## Especificaciones (I.Ae. 30 Ñancú)[2]

### Características generales
- Tripulación: 1 (piloto)
- Longitud: 11,52 m
- Envergadura: 15,0 m
- Altura: 5,2 m (16,9 ft)
- Superficie alar: 35,32
- Peso vacío: 6.208 kg
- Peso cargado: 7.600 kg
- Planta motriz: 2× Motor en V Rolls-Royce Merlin 134/135 12 cilindros en V refrigerado por líquido.
  - Potencia: cada uno.
- Hélices: 1× cuádruple pala de sentido inverso, velocidad constante, control hidromátíco y dispositivo de puesta en bandera por motor.
- Diámetro de la hélice: 3,66 m

### Rendimiento
- Velocidad máxima operativa (Vno): 740 km/h (460 MPH; 400 kt) a 6.400 m de altitud
- Velocidad crucero (Vc): 500 km/h (311 MPH; 270 kt)
- Alcance: 2.700 km
- Techo de vuelo: 8000 m (26 247 ft)

### Armamento
- Cañones: 6× (4x) Oerlikon y (2x) Hispano-Suiza HS.804, ambos de 20 mm.
- Puntos de anclaje: Varios para cargar una combinación de:  
  - Bombas: 1 bomba de 250 kg.
en bajo el fuselaje.
  - Cohetes: 2 coheteras de 5 proyectiles de 83 mm
en bajo alas

### Aeronaves similares
- Focke-Wulf Fw 187
- Focke-Wulf Ta 154
- Grumman F7F Tigercat
- Lockheed P-38 Lightning
- Northrop P-61 Black Widow
- de Havilland Hornet
- Vickers Type 432
- Westland Whirlwind
- Westland Welkin